# Trichoplusia rostrata
Trichoplusia rostrata là một loài bướm đêm trong họ Noctuidae.